# 24 Hores de Montjuïc 1983
L'edició de 1983 de les 24 Hores de Montjuïc fou la 29a d'aquesta prova, organitzada per la Penya Motorista Barcelona al Circuit de Montjuïc el cap de setmana del 2 i 3 de juliol.

## Classificació general

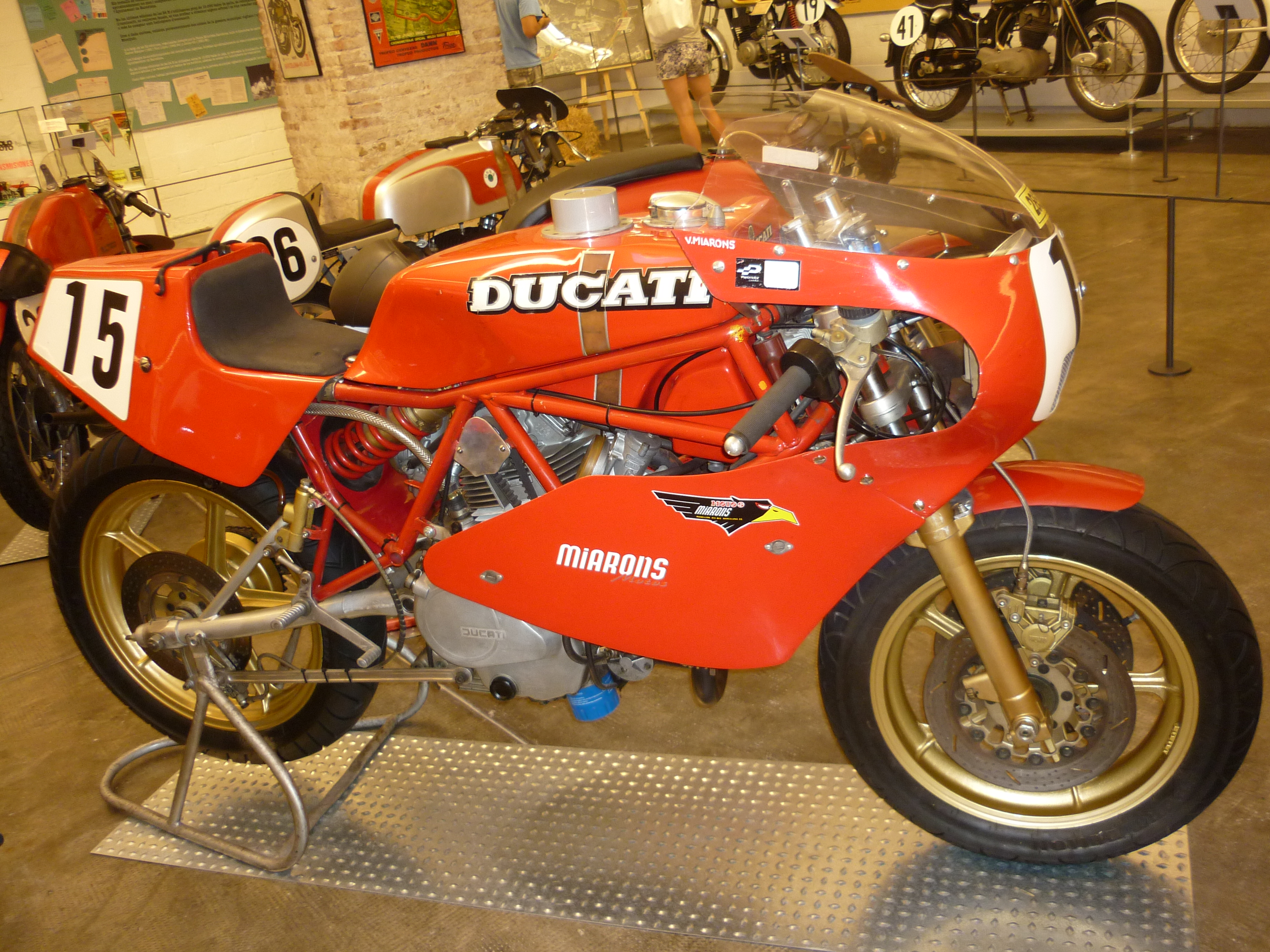
La Ducati 750cc amb què Benjamí Grau, Quique De Juan i Luis Miguel Reyes guanyaren les 24 Hores de Montjuïc de 1983

| Posició | Dorsal | Pilot 1            | Pilot 2            | Pilot 3           | Motocicleta | Voltes |
| ------- | ------ | ------------------ | ------------------ | ----------------- | ----------- | ------ |
| 1       | 1      | Benjamí Grau       | Quique De Juan     | Luis Miguel Reyes | Ducati 750  | 708    |
| 2       | 22     | Jean Berthod       | Marc Granié        | Roger Sibille     | Kawasaki    | 690    |
| 3       | 32     | Wolfgang Gierden   | Bernard Gitton     | -                 | Honda       | 678    |
| 4       | 7      | Josep Manuel Rosa  | Ferran Prous       | Joan Garriga      | Yamaha      | 671    |
| 5       | 38     | Andrés Pérez Rubio | Carlos Morante     | M. Urdin          | Suzuki      | 669    |
| 6       | 23     | Gerrie van Rooyen  | Freddy Collewaert  | Bert Philippi     | Honda       | 660    |
| 7       | 30     | Xavi Riba          | M. Pérez de Vega   | Xavier Alonso     | Honda       | 647    |
| 8       | 6      | H. Graells         | Joan Galofré       | Sergi Bonas       | Yamaha      | 646    |
| 9       | 12     | Koichi Shimada     | Wolfhard Kurzhagen | Holger Krause     | Yamaha      | 636    |
| 10      | 5      | Jacinto Moriana    | Xavier Marquès     | J. Castany        | Yamaha      | 630    |

1. ↑  Velocitat mitjana: 111,824 km/h.

## Trofeus addicionals
- XXIX Trofeu "Centauro" de El Mundo Deportivo: Ducati (Benjamí Grau - Quique De Juan - Luis Miguel Reyes)